# 戴维·雷泽尔
戴维·雷泽尔（1925年12月31日—2019年8月16日）是一位美国宇宙学家和天体物理学家，曾任哈佛大学唐纳德·H·门泽尔天文学荣休教授，知名于对宇宙膨胀的研究，1963年当选美国文理科学院院士。